# Moti di Reggio
L'espressione moti di Reggio (anche fatti di Reggio o rivolta di Reggio Calabria) indica una sommossa popolare avvenuta a Reggio Calabria dal luglio del 1970 al febbraio del 1971, in seguito alla decisione di collocare il capoluogo di regione a Catanzaro nel quadro dell'istituzione degli enti regionali.

## Il contesto storico e culturale
Con l'entrata in vigore della Costituzione delle Repubblica Italiana nel 1948, l'Italia introdusse le regioni nel suo ordinamento giuridico.
Nell'estate 1949 la I commissione permanente Affari interni della Camera dei deputati nominò un comitato d’indagine sul capoluogo calabrese, a cui si rivolsero da allora in poi le aspirazioni delle tre città contendenti - Catanzaro, Cosenza e Reggio Calabria - sotto forma di pubblicazioni dimostranti la reciproca prevalenza storica, geografica, economica e di ogni altro genere. A valle di alcuni sopralluoghi nei tre capoluoghi di provincia, il comitato consegnò la relazione denominata "Donatini-Molinaroli", dal nome del presidente del comitato d’indagine e dell’estensore, che stabiliva che Catanzaro fosse il capoluogo della Regione Calabria. Il 24 gennaio 1954 la commissione Affari interni decise di non esprimersi sulla relazione "Donatini-Molinaroli" e di deferire la scelta del capoluogo all’assemblea parlamentare.
Con l'istituzione della Regione Calabria nel 1970 si riaccese il dibattito sulla collocazione del capoluogo, poiché più d'una città aspirava a esserlo.
Queste rivendicazioni avevano origini storiche: a partire dall'epoca normanno-sveva e fino all'Unità d'Italia il territorio dell'attuale Regione Calabria era amministrativamente suddiviso in due, e fino a tempi a noi relativamente vicini si diceva "le Calabrie", come testimoniato dalla denominazione ufficiale della Strada Statale 19, detta appunto "delle Calabrie". Il territorio regionale era chiamato quindi Calabria Citeriore, nella parte comprendente l'attuale Provincia di Cosenza, mentre per la restante parte più meridionale della penisola, cioè le attuali Province di Crotone, Catanzaro, Vibo Valentia e Reggio Calabria, la denominazione era quella di Calabria Ulteriore.
La Calabria Citeriore ebbe sempre un unico capoluogo, o meglio, come si sarebbe detto allora, un'unica sede dell'intendenza nella città di Cosenza (già dal geografo greco Strabone definita Μητρόπολις τῶν Βρεττίων, ovvero capitale dei Bretti o Bruzi, e BRVTTIVM era il nome della regione nella denominazione romana). L'intendenza di Calabria Ulteriore invece ebbe tre sedi in periodi diversi, ovvero Reggio, Catanzaro e Monteleone Calabro, l'attuale Vibo Valentia. Reggio lo fu dal 1147 al 1443 e dal 1465 al 1582; Catanzaro dal 1443 al 1465 e dal 1593 al 1806; Monteleone dal 1582 al 1593 e dal 1806 al 1816. Le tre città ebbero quindi tutte alternativamente giurisdizione sull'allora Calabria Ulteriore.
La questione diventò se possibile ancora più complessa a partire dal 1817, anno in cui, nel quadro generale della riorganizzazione amministrativa dei regni di Napoli e di Sicilia, divenuti, per volontà di Re Ferdinando I di Borbone, Regno delle Due Sicilie, la provincia di Calabria Ulteriore fu ulteriormente suddivisa in Calabria Ulteriore Prima e Calabria Ulteriore Seconda, con capoluoghi rispettivamente Reggio e Catanzaro. Tale suddivisione venne mantenuta, sia con l'Unità d'Italia che dopo l'istituzione della Regione Calabria nel 1970, nelle tre amministrazioni provinciali di Cosenza, Catanzaro e Reggio Calabria. L'attuale ripartizione regionale in cinque province risale al 1992 con la nascita della Provincia di Crotone e della Provincia di Vibo Valentia, entrambe frutto della frammentazione in tre del territorio che fino ad allora era appartenuto alla sola Provincia di Catanzaro.

## Lo svolgimento

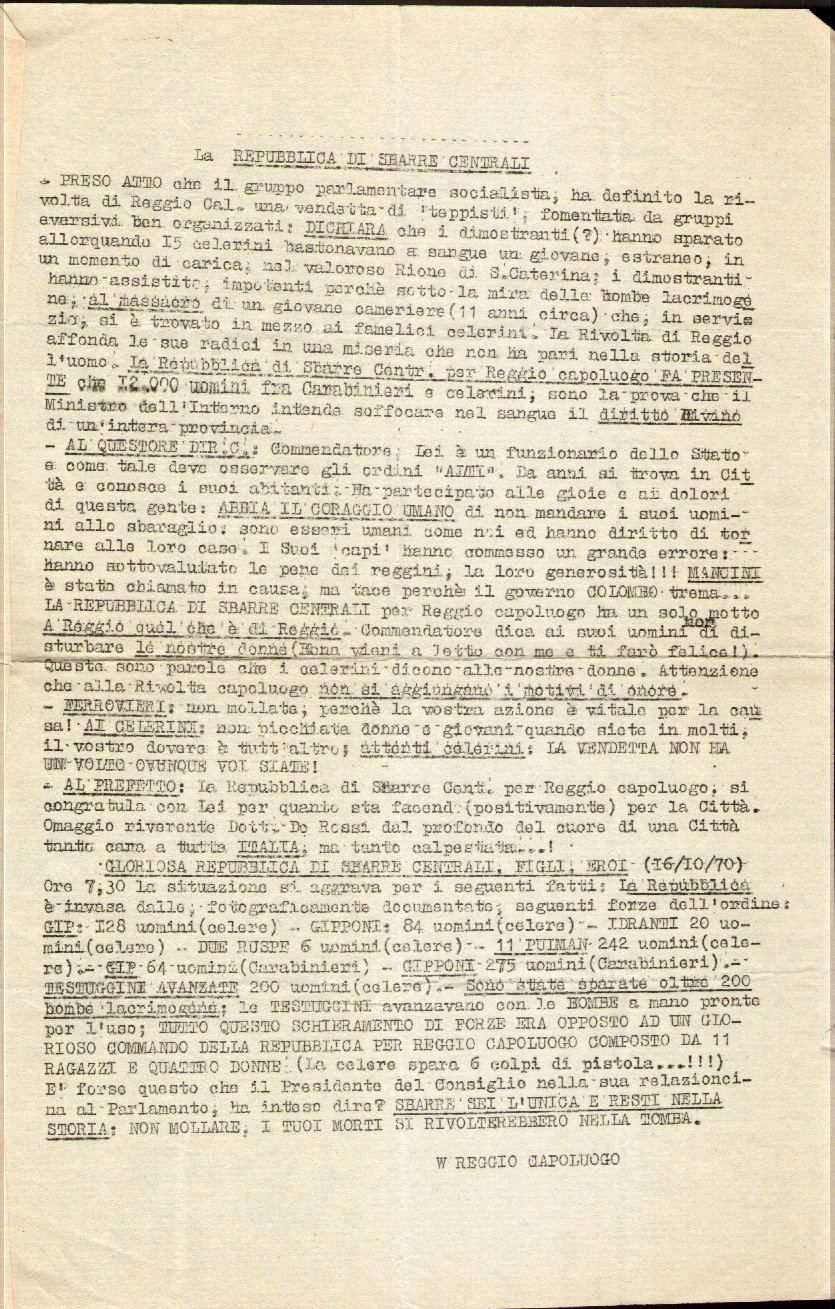
la "Repubblica di Sbarre Centrali"

Fu una rivolta popolare e trasversale a livello politico (a esclusione del Partito Comunista e quello Socialista subito dissociatisi), ma in una seconda fase i movimenti di destra, ed in particolare il Movimento Sociale Italiano, assunsero un ruolo di primo piano. Il sindacalista della CISNAL Ciccio Franco, esponente missino, rilanciò il motto «boia chi molla!» di dannunziana memoria e ne fece uno slogan per cavalcare la tigre della protesta dei reggini per opporsi alla scelta di Catanzaro come capoluogo, indirizzandola in senso antisistemico e neofascista.
Il 13 luglio fu proclamato lo sciopero che ebbe scarsa adesione a seguito della improvvisa defezione della CGIL che dichiarò la propria "indisponibilità per battaglie di tipo campanilistico". Al contempo presero le distanze dai manifestanti anche il PCI e il PSI. Il giorno seguente fu proclamato un nuovo sciopero cui partecipò la popolazione reggina che percorse corso Garibaldi fino a piazza Italia dove il sindaco Pietro Battaglia, affiancato dal consigliere provinciale del MSI Fortunato Aloi, tenne un comizio. In serata furono occupate la stazione ferroviaria di Reggio e di Villa San Giovanni finché non furono sgombrate da un duro intervento delle forze dell'ordine che arrestarono numerosi manifestanti. Si contarono circa quaranta feriti.
Il 15 luglio furono assaltate dai manifestanti le sedi del PCI e del PSI, partiti che si erano sfilati dalla protesta. Nel reprimere la protesta, la polizia, durante una carica, uccise il ferroviere Bruno Labate iscritto alla CGIL. Il 17 luglio ancora incidenti e lo studente diciassettenne Antonio Coppola venne ricoverato in ospedale in coma e il 18, in occasione dei funerali del ferroviere Bruno Labate, la polizia presidiò il corteo imbracciando i mitra. La rivolta, del resto, assunse subito caratteri violenti, collegandola addirittura il 22 luglio 1970 alla strage di Gioia Tauro, dove una bomba fece deragliare il "Treno del Sole", Palermo-Torino, provocando sei morti e cinquantaquattro feriti. Il 29 luglio come reazione ad un vertice del centrosinistra, tenutosi a Roma, in cui si parlava per Reggio solo di sviluppo industriale, venne indetto un nuovo sciopero generale.

### I "comitati d'agitazione"
Nacquero vari comitati, tra cui il Comitato unitario per Reggio capoluogo guidato dal sindaco democristiano Pietro Battaglia e da altri esponenti sia democristiani sia missini. Il Comitato d'agitazione nato già nel 1969 sotto la guida dell'avvocato Francesco Gangemi il 29 luglio 1970 si sciolse e costituì il nuovo Comitato unitario. Un altro comitato faceva riferimento all'armatore Amedeo Matacena senior e all'industriale Demetrio Mauro.

Ciccio Franco, leader del Comitato D'Azione per Reggio Capoluogo, durante un comizio

Ma il vero motore organizzativo e politico della protesta popolare fu il Comitato d'azione per Reggio capoluogo nato il 22 luglio 1970 i cui principali esponenti erano Ciccio Franco, l'ex partigiano Alfredo Perna, Rocco Zoccali, Rosario Cassone, Franco Arillotta, il consigliere provinciale del MSI Fortunato Aloi e Giuseppe Avarna duca di Gualtieri il quale fondò il Movimento di Rinnovamento Italiano che esortava nei suoi manifesti le "forze sane della Nazione" ad agire contro i partiti. Il 30 luglio seimila persone in piazza Italia ascoltarono gli esponenti del Comitato d'azione: parlarono Fortunato Aloi (MSI), Ciccio Franco della Cisnal e l'industriale del caffè Demetrio Mauro. 
(Ciccio Franco)
Il 17 settembre 1970 Franco e l'ex partigiano Alfredo Perna del Comitato d'azione per Reggio Capitale furono arrestati con l'accusa di istigazione a delinquere e apologia di reato e condannati, ma furono tutti rimessi in libertà provvisoria il 23 dicembre 1970. Ma la reazione fu devastante: due armerie vennero prese d'assalto, cinquecento persone assaltarono la Questura e un poliziotto, Vincenzo Curigliano, 47 anni, morì colpito da infarto.

Nuovamente ricercato dalla polizia Ciccio Franco nel febbraio 1971 fu per breve tempo latitante. In questo periodo, nel suo rifugio segreto, fu raggiunto e intervistato da Oriana Fallaci, a cui spiegò dal suo punto di vista la nascita dei moti a Reggio:
(Ciccio Franco intervistato da Oriana Fallaci nel febbraio 1971)

### I tumulti e l'intervento dell'esercito
Il 9 agosto il deputato del PCI Pietro Ingrao tenne un comizio in piazza Italia, ma fu contestato dalla folla, riuscendo a stento a concludere. Il 16 agosto fu formato il nuovo governo presieduto dal democristiano Emilio Colombo. Il 17 settembre l'emittente clandestina "Radio Reggio Libera" diffuse il seguente proclama:
Nella serata stessa sul ponte Calopinace fu ucciso Angelo Campanella, 45 anni, autista dell'Azienda Municipale Autobus di Reggio. Il governo presieduto da Colombo negò qualunque negoziazione con i rappresentanti della protesta e oltre a provvedere all'invio di contingenti militari, iniziò una sistematica opera di demolizione mediatica della rivolta. I mezzi di comunicazione, infatti, dopo un iniziale interessamento, limitarono notevolmente per i mesi a seguire la cronaca riguardo alla rivolta di Reggio e descrissero come "pretestuoso pennacchio" la richiesta dei reggini di ottenere per la propria città il ruolo di capoluogo.

Il 24 febbraio 1971 a Reggio Calabria apparvero volantini firmati da un misterioso Movimento Rivoluzionario di Riscossa con un "proclama per l'eroico popolo reggino" che affermava: 
«stanno per crollare tutti i falsi altari di una classe dirigente incapace e corrotta che è venuta dietro le salmerie delle truppe occupanti di colore [...] Per noi la violenza può essere, come la guerra, necessità durissima di certe determinate ore storiche. Noi siamo violenti tutte le volte che è necessario esserlo. Quando la violenza è risolutiva di una situazione cancrenosa, è non soltanto moralissima, ma sacrosanta e necessaria».

### Il ruolo degli "anarchici della Baracca"

I cinque anarchici della F.A.I. vittime del misterioso incidente sull'autostrada

Seppure molti giovani neofascisti fossero accorsi a Reggio, soprattutto gli universitari missini del FUAN di Messina, la rivolta ebbe una partecipazione popolare e un sostegno anche da parte della sinistra inseguendo la cosiddetta "rivolta proletaria", in vario modo, da parte di Lotta Continua, Movimento Studentesco milanese, Unione dei Comunisti Italiani (marxisti-leninisti) e gli anarchici. Queste le parole scritte in un volantino distribuito da Angelo Casile (uno degli Anarchici della Baracca coinvolto nell'incidente mortale di Ferentino):
Il 26 settembre i cinque "anarchici della Baracca", mentre si recavano a Roma per consegnare ad Umanità Nova materiale di denuncia poi mai ritrovato, morirono sull'Autostrada del Sole, all'altezza di Ferentino, in un misterioso incidente stradale causato da un camion. I due camionisti coinvolti, secondo le contro-inchieste portate avanti dagli anarchici, tra cui Giovanni Marini, erano dipendenti di una ditta facente capo al principe Junio Valerio Borghese.
Carmine Dominici, pentito di 'Ndrangheta ed ex militante di Avanguardia Nazionale, nel 1994 dichiarò che i cinque anarchici, secondo lui e secondo molti militanti avanguardisti calabresi, sarebbero stati uccisi volontariamente e che l'incidente sarebbe stato simulato, ma di non saperne indicare i responsabili, che sicuramente non provenivano dalla Calabria. Inoltre, poco dopo l'incidente accorse sul posto la polizia proveniente da Roma, invece che la polizia stradale, e si ipotizza che i cinque fossero, dunque, seguiti da polizia e servizi segreti. I dati raccolti da Fabio Cuzzola, nel suo libro Cinque Anarchici del Sud (Città del Sole Edizioni, Reggio Calabria, 2001) depongono per una correlazione tra i guidatori del camion investitore e gli ambienti neo-fascisti del Fronte Nazionale.
Secondo la documentazione di Aldo Giannuli i due camionisti non erano in alcun modo legati all'estrema destra ed a Borghese, anzi, stando alle carte dell'UAR (Ufficio affari riservati), sarebbero stati simpatizzanti del Partito Socialista Democratico Italiano e non del Fronte Nazionale.

### La conclusione dei moti
Per mesi la città fu barricata, spesso isolata, a tratti paralizzata dagli scioperi e devastata dagli scontri con la polizia e gli attentati dinamitardi. Vennero interrotte le comunicazioni ferroviarie arrivando fino alla distruzione delle apparecchiature della stazione di Reggio Calabria Lido. Alla fine della rivolta si contarono sei morti tra i civili, centinaia di feriti e migliaia di denunce: il Ministro dell'interno Franco Restivo, il 30 settembre 1970 annunciò che "Dal 14 luglio al 23 settembre sono stati compiuti 13 attentati dinamitardi, si sono avuti 33 blocchi stradali, 14 blocchi ferroviari, 3 blocchi portuali e aeroportuali; si sono verificati 6 assalti alla prefettura e 4 alla questura".
La rivolta fu sedata, dopo mesi di assedio, nel febbraio del 1971, con l'immagine dei carri armati sul lungomare della città. Oltre alla forza, per la soppressione della rivolta si ricorse anche a mediazioni e compromessi politici (il cosiddetto "Pacchetto Colombo") che portarono ad un'insolita divisione degli organi istituzionali della Calabria (la giunta regionale a Catanzaro, il consiglio a Reggio Calabria) e all'insediamento nel territorio reggino di apparati produttivi che non furono mai realizzati o furono subito oggetto di speculazioni da parte della 'ndrangheta (es. i poli industriali di Saline Joniche e di Gioia Tauro). Ciccio Franco fu eletto al Senato nel 1972, ottenendo il 36% dei voti nel collegio, addirittura il MSI raggiunse il 46,29% a Reggio, doppiando la DC. Durante l'esperienza politica al Senato, Franco fu criticato ferocemente dal senatore socialista Salvatore Frasca per il ruolo avuto nei Fatti di Reggio.
(Salvatore Frasca, onorevole, Seduta Parlamentare del 2 febbraio 1973)
Ma queste accuse a Franco come ad Aloi, nella successiva inchiesta del 1994, che riguardò l'operato del MSI reggino al tempo dei "fatti di Reggio" non portarono a nulla e gli indagati, già al termine dell'istruttoria, furono prosciolti. Secondo le accuse di Giacomo Lauro (un pentito della 'ndrangheta), avvenute nel novembre 1993, alcuni esponenti del Comitato d'azione per Reggio Capitale guidato da Franco, avrebbero commissionato alla 'ndrangheta alcune azioni eversive tra cui il deragliamento del treno di Gioia Tauro, avendo ottenuto finanziamenti da alcuni industriali reggini come Demetrio Mauro (imprenditore del caffè) all'armatore Amedeo Matacena senior.
Le parole di Lauro furono confermate anche da Carmine Dominici, che all'epoca era suo compagno di cella. Nel 1994 Giacomo Lauro ammise anche il proprio diretto coinvolgimento nell'attentato come esecutore materiale..
Le dichiarazioni di Lauro provocarono il coinvolgimento di ex dirigenti dell'MSI come il generale Vito Miceli e l'ammiraglio Gino Birindelli, che si sosteneva avessero avuto rapporti stretti con Junio Valerio Borghese e con la 'ndrangheta come Fortunato Aloi il senatore Renato Meduri di Alleanza Nazionale ipotizzando un piano preciso per destabilizzare il paese a partire dal sud, dopo l'inizio da nord della Strategia della tensione.
Tutti i personaggi coinvolti nell'inchiesta risultarono innocenti e furono perciò prosciolti in fase istruttoria ad eccezione di Giacomo Lauro che fu inizialmente assolto il 27 febbraio 2001 per mancanza di dolo. Nel gennaio 2006, si stabilì che il reato di Giacomo Lauro fu di concorso anomalo in omicidio plurimo, ormai prescritto. Lauro fu inoltre uno dei pentiti che contribuirono all'inchiesta avviata dal giudice Guido Salvini di Milano che si occupava delle stragi compiute dai neofascisti degli anni settanta.

## Le conseguenze

### Le vittime
Il bilancio complessivo fu di sei morti, cinquantaquattro feriti e migliaia di arresti. I principali esponenti dei "fatti" furono processati a Potenza: Ciccio Franco fu in primo grado condannato a quattro anni di reclusione per istigazione a delinquere e apologia di reato a seguito del ruolo di leader della rivolta, ma le sue condanne caddero in prescrizione.

### La reazione dei partiti di sinistra
Dal punto di vista politico, la reazione più significativa alla rivolta popolare della città di Reggio Calabria la diedero i sindacati dei metalmeccanici e degli edili, che con Bruno Trentin e Claudio Truffi organizzarono un'imponente manifestazione il 22 ottobre 1972 a Reggio, nella convinzione che la rivolta fosse motivata da un reale bisogno di riscatto e sviluppo e che la solidarietà dei lavoratori del nord potesse essere utile. Nella notte tra il 21 e il 22 ottobre 1972, per impedire la manifestazione, otto bombe furono fatte esplodere sui treni che trasportavano i lavoratori diretti a Reggio Calabria.

## Nella cultura di massa

### Romanzi
- Salutiamo, amico romanzo di Gianfrancesco Turano in cui, tramite l'amicizia di due giovani ragazzi, vengono descritti i Moti di Reggio.

### Musica
- Reggio la rabbia esplode, del gruppo Canzoniere delle Lame
- Bella Calabria, del gruppo Canzoniere delle Lame
- Alle Sbarre qua di Reggio, del gruppo Canzoniere delle Lame
- I treni per Reggio Calabria, di Giovanna Marini sulla manifestazione dei lavoratori metalmeccanici del 22 ottobre 1972
- Sul Carro Pt.1, nella quale Dargen D'Amico cita: "...e sarà un'estate calda, con gli sbirri per strada, come nel '70 a Reggio Calabria".